# Sobrado da família Assumpção
A Antiga residência de Augusto Assumpção, ou Sobrado da Família Assumpção, está localizada no município de Pelotas no estado do Rio Grande do Sul. É uma edificação urbana, cuja construção remonta ao século XIX, entre 1884 e 1889.

## História
O Sobrado da Família Assumpção é um exemplar do processo de estruturação urbana da cidade de Pelotas. Construído entre 1884 e 1889, foi herdado pelo senador Joaquim Augusto Assumpção, registrado no espólio de sua mãe de 1894, a Baronesa de Jarau.
A edificação foi residência de Joaquim Augusto de Assumpção e sua esposa, Maria Francisca de Mendonça, que na época era composta pelo sobrado e também pela casa térrea vizinha. Em 1933, após o falecimento de Maria Francisca, as casas foram divididas, ficando o sobrado principal para seu filho Fernando Augusto e a casa térrea vizinha para seu outro filho, Carlos.
Foi residência da família até 2005, quando foi adquirido pelo Banco Santander. 
Atualmente é ocupado pela Fundação Simon Bolívar e pela Universidade Federal de Pelotas.

## Arquitetura
O Sobrado da Família Assumpção é composto de três pavimentos, porão, térreo e pavimento superior, dispostos em uma planta no formato da letra "U". No pavimento térreo encontra-se a área social e íntima da residência com dois acessos, um pela rua Félix da Cunha e outro pela rua Lobo da Costa. O telhado é de quatro águas sobre suas fachadas simétricas de adornos florais, com vãos definido por pilastras laterais com capitéis clássicos. O acesso ao pavimento superior é feito por uma escada em caracol.
Possui uma área construída de 1071,35 metros quadrados.
Em seu interior, os pisos são em cimento alisado, madeira ou cerâmica, as alvenarias revestidas com escaiolas imitando mármore. O forro é de madeira e estuque.
O sobrado passou por várias reformas, uma em 1915 para implementar as canalizações de esgoto, outras entre 1928 e 1931 para a instalação um sistema de aquecimento do tipo calefação por água quente, com os equipamentos importados da Inglaterra. A caldeira era da marca Britânia, a tubulação de ferro era da empresa Mannesmann. No porão ficava a rede de distribuição responsável pelo aquecimento do pavimento principal.